# SC Eendracht Aalst

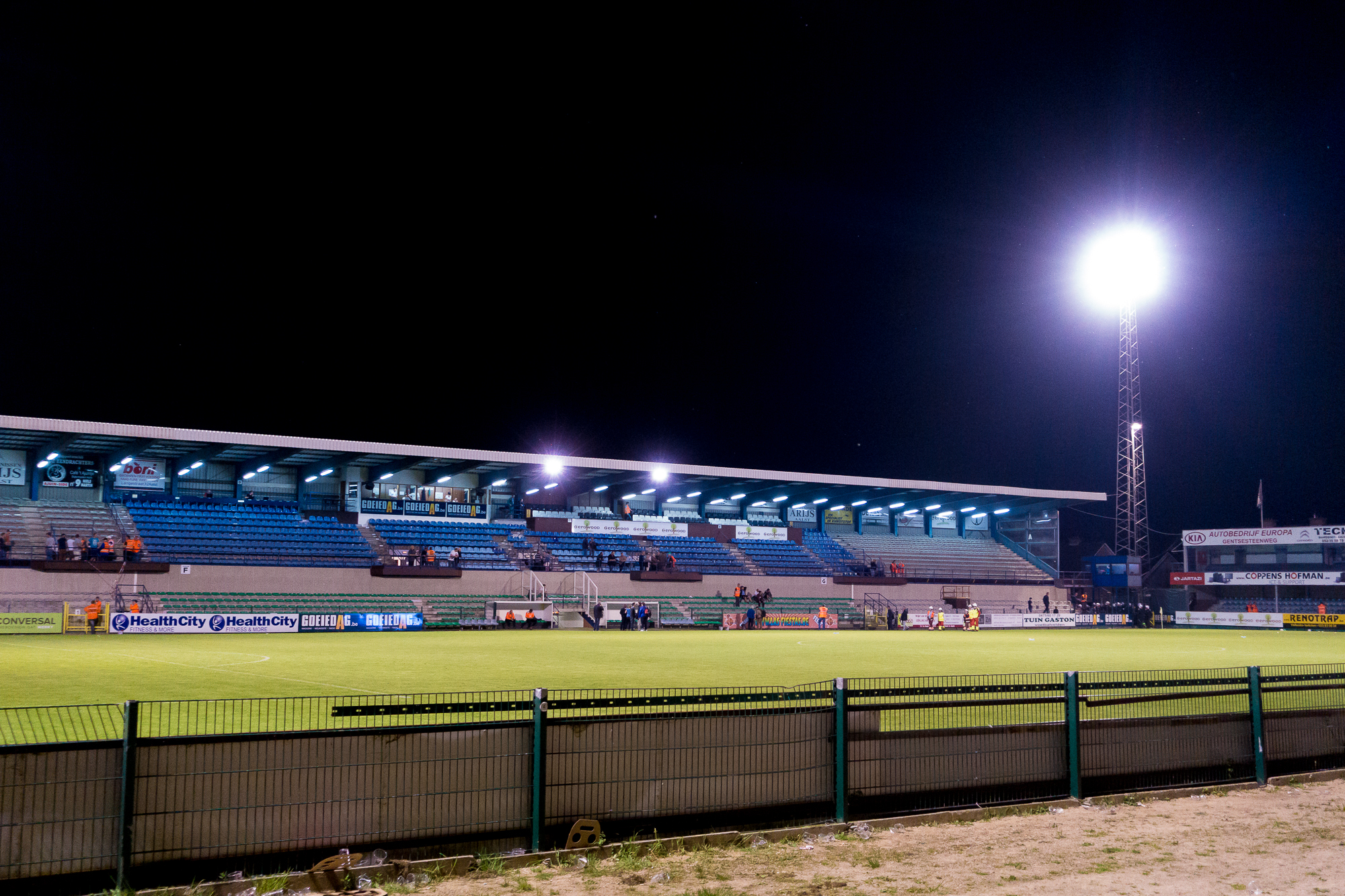
De hoofdtribune van het Pierre Cornelisstadion.

SC Eendracht Aalst of kortweg Eendracht Aalst, was een Belgische voetbalclub uit de Oost-Vlaamse stad Aalst. De club was aangesloten bij de KBVB met stamnummer 90, en had zwart en wit als clubkleuren.

## Geschiedenis

### 1919: het ontstaan
In 1919, na de Eerste Wereldoorlog kwam een groepje oud-strijders tezamen op het Esplanadeplein in het café "Bij Jan De Gendarm". Deze oud-strijders hadden voor de oorlog bij Sporting Aalst of bij Steun geeft moed gespeeld. Maar deze clubs waren nooit aangesloten bij de voetbalbond en werden al na korte tijd ontbonden. In dat café werd er druk over voetbal gediscussieerd en men besloot om een nieuwe voetbalclub op te richten. Deze club werd Sport-Club Eendracht Aalst (S.C. Eendracht Aalst) genoemd. Tijdens de bezetting werden er al wedstrijden gespeeld voor het goede doel, namelijk geld inzamelen voor krijgsgevangenen en opgeëisten. Op 25 juni 1919 werd officieel Sport-Club Eendracht Aalst (S.C. Eendracht Aalst) opgericht. Er werd geoefend op het Esplanadeplein en matchen werden gespeeld op de Puiteput waar nu de Sint-Annalaan is. De club sloot zich aan bij de voetbalbond en kreeg het stamnummer 90. (Bron: De vloek van Blavier / De woelige geschiedenis van Eendracht Aalst, ASLK 1991)

### 1920-1950: de beginjaren
Na een beginseizoen in 1923 met enkel vriendschappelijke matchen, begon de club in competitieverband in de toenmalig Oost-Vlaamse tweede afdeling. De komende jaren zou de ploeg opklimmen in de verschillende reeksen. De ploeg speelde aan de Puiteput, de Kappelekensbaan en het stadspark, in 1928 zou men zich aan het huidige terrein aan de Bredestraat vestigen. In 1931/32 promoveerde Eendracht Aalst uit de provinciale reeksen, 4 jaar erna bereikte men de Eerste afdeling (huidige tweede klasse). Die reeks won Aalst in 1938/39, en de ploeg promoveerde zo naar de hoogste nationale afdeling, de Ereafdeling. Tijdens de oorlog was er twee seizoen geen competitie, maar in 1941/42 kon de ploeg eindelijk in de hoogste klasse beginnen, waar ze direct vijfde eindigden. In 1946 stierf Pierre Cornelis, die 16 jaar voorzitter was geweest, naar hem werd het stadion omgedoopt in Pierre Cornelisstadion.
In 1946/47 werd de competitie hervormd, en reduceerde men het aantal ploegen in de hoogste afdeling. Hoewel Eendracht op 2 na laatste was geworden, moest de ploeg toch degraderen naar de Eerste Afdeling. Het seizoen 1949/50 was een zwart jaar voor de ploeg. Speler Miel De Buck liep een buikblessure op tegen White Star en overleed daar een maand later aan.

### 1950-1980: de terugval, de Blaviervloek
Vanaf 1951 mocht de ploeg zich Koninklijke Sportclub Eendracht Aalst (K.S.C. Eendracht Aalst) noemen, maar sportief gezien ging het minder, en de ploeg degradeerde naar bevordering. In 1952 werd de structuur van de competitiereeksen heringedeeld, en Eendracht Aalst trad aan in de derde klasse. In 1957 promoveerde Aalst weer naar tweede, in 1960 naar de hoogste afdeling. Seizoen 1961/62 was een bewogen seizoen voor de club, in het bijzonder een wedstrijd op 5 november tegen Standard, onder leiding van Arthur Blavier, die 11 seizoenen daarvoor al eens 4 Aalstenaars had uitgesloten. Een kwartier voor het einde van de wedstrijd had deze scheidsrechter al 3 spelers van Aalst van het veld gestuurd, waarop een deel van de toeschouwers het terrein bestormde. Nadat bestuursleden en de politie het volk van het veld hadden kunnen verdrijven, moesten 3 spelers forfait geven door een blessure. Er waren maar 5 spelers meer over, en de wedstrijd, waarin het al 0-3 was, diende gestaakt te worden. Verschillende spelers werden een tijd geschorst, en Aalst moest een match achter gesloten deuren spelen. Het team eindigde dat seizoen laatste met 17 punten uit 30 wedstrijden.
De ploeg zou drie decennia lang niet meer in de hoogste afdeling uitkomen, en speelde 17 seizoenen in tweede en 11 seizoenen in derde klasse. In 1965 moest de club zelfs in bevordering (vierde klasse) van start, na een omkoopaffaire. In 1976/77 promoveerde Aalst naar tweede klasse met in zijn rangen Paul Van Himst, een van de beste Belgische voetballers ooit, die er zijn voetbalcarrière afsloot.

### 1980-2000: de gouden jaren
Tijdens de jaren 80 poogde Aalst opnieuw de hoogste klasse te bereiken, maar strandde vaak in de eindronde. In 1990/91 lukte de promotie eindelijk. De ploeg viel echter te licht uit voor het hoogste niveau, en degradeerde onmiddellijk. Twee seizoenen later (1993/94) kon men opnieuw de eerste klasse bereiken onder leiding van debuterend trainer Jan Ceulemans, en enkele klassespelers zoals Godwin Okpara en Gilles De Bilde, die topschutter werd in tweede klasse. In het seizoen 1994/95 bereikte Eendracht de halve finale van de Beker van België, en eindigde het vierde in de competitie, waardoor voor het eerst in de clubgeschiedenis een Europees ticket werd bemachtigd. Gilles De Bilde won de Gouden Schoen, Okpara de Ebbenhouten variant. Het volgende seizoen overleefde men de eerste ronde van de UEFA Cup. Levski Sofia werd uitgeschakeld, maar Aalst ging eruit tegen Europese topper AS Roma. In de competitie eindigde men 12de. De komende seizoenen zou Aalst de middenmoot spelen. Wegens een financieel schandaal werd in 1995 voorzitter Goethals vervangen door Gilbert De Jonghe.

### 2000-2010: fusieperikelen, faillissement en bestuurswissels
Begin 2000 waren Gilbert De Jonghe en Patrick Orlans de kop van jut, omdat ze aanstuurden op een fusie met Sporting Lokeren. De supporters protesteerden echter massaal tegen het verkopen van de eigenheid van de club; zo werd de wedstrijd tegen Sint-Truiden afgetrapt voor lege tribunes om te symboliseren hoeveel Aalsterse fans naar een fusieclub zouden komen kijken. De fusieplannen werden opgeborgen en De Jonghe en Orlans verlieten de club. Luc Coppens, jarenlang trouwe sponsor, nam de fakkel over en werd de nieuwe voorzitter. De put die Orlans en De Jonghe hadden gecreëerd bleek niet meer op te vullen en ondanks talloze wanhoopspogingen kondigde de club eind 2001/2002 het faillissement aan. Dit betekende het einde van KSC Eendracht Aalst onder de oude naam. In de competitie 2001/02 eindigde de club bovendien voorlaatste, maar door het faillissement moest Eendracht naar Derde Klasse.
De club werd omgedoopt tot Voetbalclub Eendracht Aalst 2002 (V.C. Eendracht Aalst 2002) en Peter Garré werd de nieuwe voorzitter. Ives Cordier was de enige speler die bleef na het faillissement en was in het eerste jaar na de degradatie de revelatie bij de club. Ook keeperstrainer Niels De Rudder, materiaalmeesters Willy Delclef en Patrick Minnaert, scheidsrechtersbegeleider Oscar Van De Walle en afgevaardigde Odilon De Schrijver bleven hun club trouw. Ex-International Leo Van Der Elst werd trainer en kreeg de opdracht Aalst opnieuw hogerop te krijgen. Hij werd echter in februari van dat seizoen al ontslagen. Aalst haalde dat seizoen de eindronde, en promoveerde na strafschoppen in de finale (8-7) tegen OH Leuven.
De nieuwe ploeg bleef echter zoeken naar een nieuw elan, en belandde na twee seizoenen tweede weer in de derde klasse. In het seizoen 2005/06 ging het verder bergaf. Bouwpromotor en voorzitter Peter Garré wou fuseren met AA Gent. Hij zei dat Aalst niet leefbaar was en verklaarde talloze keren dat hij niet Don Quichot was. Net zoals 5 jaar ervoor zorgden de supporters voor het zelfstandig voortbestaan van de club. Nadat Garré ook de staantribune sloot uit besparingen, bezetten de fans de business-seats en lieten ze Garré verstaan dat hij niet langer welkom was op Aalst. De week erna in Torhout werd de voorzitter zelfs de toegang geweigerd tot het stadion door de kwade fans. Onder politiebegeleiding werd hij naar huis gebracht. De supporters planden de week erna een gratis toegang voor alle supporters tot het stadion, maar zover kwam het niet: Peter Garré liet de club over. Marc Schots, al jarenlang trouw supporter, was de nieuwe reddende engel van Eendracht en werd de zoveelste voorzitter in de laatste jaren. Het kwaad was echter al geschied en Aalst eindigde op een veertiende plaats, waardoor men eindronde moest spelen tegen een vierdeklasser. Aalst ging daarin onderuit tegen RRC Péruwelz en zakte voor het eerst sinds 40 jaar weer naar Bevordering.
Met een nieuw bestuursteam en nieuwe spelers kon de ploeg in Vierde Klasse echter al gauw zijn stempel op de competitie drukken. Aalst pakte de eerste periodetitel, werd herfstkampioen, pakte de tweede periodetitel en werd uiteindelijk vlot kampioen. Na één seizoen werd zo onmiddellijk de terugkeer naar Derde Klasse afgedwongen. Tijdens de zomerstop liet trainer De Wilde zijn spelers via e-mail weten niet langer trainer te zullen zijn van Eendracht Aalst. Eendracht Aalst vond in Luc Limpens de opvolger van De Wilde, voor Limpens een terugkeer naar de club waar het voor hem allemaal begon. In het seizoen 2007-2008 liet de club van zich spreken door een overwinning tegen Sint-Truidense VV in de Belgische Beker. De promotie werd echter niet afgedwongen. In het seizoen 2008-2009 werd Luc Limpens bedankt voor bewezen diensten. Marc Dillen werd zijn opvolger, maar ook hij deed het seizoen niet uit. Na de nederlaag op RAA Louviéroise (3-1) stelde hij zijn mandaat ter beschikking van het bestuur. Trainer Kris Van Der Haegen slaagde er al evenmin in de ploeg op de rails te krijgen en na negen speeldagen in het seizoen 2009-2010 nam Bart Van Renterghem het roer over. De club eindigde derde in het klassement en kon zo deelnemen aan de eindronde, maar werd in de eerste ronde al door Boom uitgeschakeld.

### 2010-2020
Op 9 april 2011 kon Eendracht Aalst in zijn eigen stadion kampioen spelen (indien het hetzelfde resultaat of een beter resultaat behaalde dan zijn achtervolger), op verplaatsing weliswaar, aangezien enkele dagen eerder in onderling overleg met Waregem, Aalst, Hoogstraten en de KBVB werd besloten dat de match wegens veiligheidsoverwegingen - Waregem kon maar 1500 bezoekers ontvangen - in het stadion van Aalst moest worden gespeeld. Aalst verloor toen echter met 1-0 en achtervolger Hoogstraten won zijn match met 7-1. Een week later kroonde Aalst zich dan wel thuis kampioen, toen het met 3-0 won tegen Dessel Sport. VC Eendracht Aalst had na die overwinning 9 punten voorsprong op eerste volger Hoogstraten, dat op dezelfde dag met 3-2 verloor bij hekkensluiter Cappellen. Met nog 2 matchen te gaan kon Hoogstraten Aalst niet meer inhalen. Zo speelde 'den Iendracht' na 6 jaar weer in Tweede Klasse. Voor aanvang van het seizoen 2012-2013 werd de clubnaam gewijzigd van Voetbalclub Eendracht Aalst 2002 tot SC Eendracht Aalst (Sportclub Eendracht Aalst).
De club wist zich in Tweede Klasse telkens in de middenmoot te handhaven en stak haar ambitie niet onder stoelen of banken. Eendracht Aalst moest een gezonde club en, op termijn, een topper in Tweede Klasse worden, die voetbal op het allerhoogste niveau nastreefde. Die ambitie bleek echter onrealistisch. Doordat de club er financieel toch niet zo goed voor stond en de samenwerking met de stad Aalst stroef verliep, ging de situatie van Eendracht Aalst van kwaad naar erger. De schuldenput van Eendracht was immers toegenomen tot zo'n twee miljoen euro. De problemen met de club lieten zich ook op sportief gebied voelen. Er werd in 2015 geen licentie meer verkregen voor Tweede Klasse en ondanks een fraaie negende plaats werd Eendracht Aalst veroordeeld tot degradatie naar derde klasse. Bovendien heeft de club te kampen met problemen met haar accommodatie. Het Pierre Cornelisstadion is al jaren verouderd en in 2013 werd de onveilige staantribune K afgebroken en vervangen door een noodtribune, die niet aan de normen van de hogere Belgische reeksen voldoet. Toenmalig voorzitter Frank De Roose zag geen uitweg meer en zette eind 2015 een stap opzij. Een zoektocht naar nieuwe investeerders werd op dat moment ingezet. Een nieuwe bestuursploeg onder leiding van voorzitter Patrick Le Juste werd aangesteld om Aalst naar nieuwe successen te leiden.
Na de competitiehervorming kwam Eendracht Aalst in het seizoen 2016/2017 uit in de Tweede klasse amateurs, waar het na één seizoen spelen promoveerde.

### 2023-2024
Nadat voorzitter Le Juste in onvrede leefde met de supporters en er een supportersboycot kwam in 2022-2023 besloot hij de ploeg te koop te zetten.
Op 10 augustus 2023 werd aangekondigd dat de overname in orde was. Tülin Sönmez werd de eerste vrouwelijke voorzitster van Eendracht Aalst. Op 31 augustus 2023 werd voormalig profvoetballer Kevin Mirallas de nieuwe technische directeur. Regi Van Acker werd de nieuwe coach na het ontslag van Carl De Geyseleer.
Eendracht Aalst werd kampioen in de tweede afdeling. De club promoveerde echter niet. Er werd geen licentie verkregen wegens financieel wanbeleid. De stad Aalst weerde de club ook uit het Pierre Cornelisstadion door dit wanbeleid. De club zocht een nieuw veld en zou aantreden in Eerste Provinciale tijdens het seizoen 2024-2025.
Op 7 augustus 2024 besloot Voetbal Vlaanderen om de club uit competitie te zetten. Jong Lede zou in het Pierre Cornelisstadion gaan spelen. 

## Damesafdeling
In 1995 werd Kamillekes Aalst (stamnummer 8511), dat in de Eerste Klasse van het damesvoetbal speelde, opgenomen in KSC Eendracht Aalst. De volgende zeven jaar zou Eendracht Aalst het Belgische damesvoetbal domineren, met vijf landstitels, twee bekers en twee seizoenen Europees voetbal. Na de financiële problemen verliet in 2003 de damesafdeling de club en ging die de afzonderlijke club VC Dames Eendracht Aalst (stamnummer 9447) vormen.
In 2013 wilde het bestuur van Eendracht Aalst opnieuw een damesploeg in competitie brengen onder het stamnummer 90. In eerste instantie werd gedacht aan het autonome VC Dames Eendracht Aalst, dat vroeger reeds onder stamnummer 90 speelde, maar die gingen niet in op de vraag van het bestuur van Eendracht Aalst. Uiteindelijk werd voor het seizoen 2014-2015 een samenwerking aangegaan met DIVAS, de damesvoetbalploeg van KVK Ninove. Deze damesvoetbalploeg ruilde het stamnummer van KVK Ninove in voor dat van Eendracht Aalst. De Club gaat voortaan verder onder de naam DIVAS Eendracht Aalst en zal zijn wedstrijden en trainingen afwerken op Den Deysel in Denderhoutem.

### Terug onder stamnummer 90
Eendracht Aalst had sinds 2015 al opnieuw een eigen damesafdeling, toen het de Divas van KVK Ninove overnam en omdoopte tot Divas SC Eendracht Aalst. Deze club raakte echter nooit uit de provinciale reeksen, wat Eendracht Aalst ertoe bracht om een fusie te zoeken tussen de oude en de nieuwe damesafdeling. In december 2016 werd dan ook aangekondigd dat vanaf het seizoen 2017/18 de club onder de naam Eendracht Aalst Ladies in eerste klasse zal spelen.
Dankzij de derde plaats die Aalst behaalde in het seizoen 2016/17 kreeg de fusieclub zelfs de kans om te starten in de Super League, maar (net als de andere eersteklassers) weigerde de club in te gaan op dat aanbod. In het seizoen 2019/2020 werd Aalst kampioen in eerste nationale. Tevens behaalden ze hun licentie voor de Super League, waardoor ze na 12 jaar afwezigheid terug op het hoogste niveau spelen.

## Erelijst
Individuele trofeeën
Enkele spelers behaalden een prijs toen ze voor de club speelden:
Gouden Schoen (1)
1994 (Gilles De Bilde)
Ebbenhouten Schoen (1)
1995 (Godwin Okpara)
Trofeeën uitgereikt door de club
Man v/h seizoen
2001-2002: Vladan Kujovic
2002-2003: Ives Cordier
2003-2004: Ivan De Corte
2004-2005: Kristof Sas
2005-2006: Dries Mertens
2006-2007: Thomas Troch
2007-2008: Denis Dessaer
2008-2009: Marijn Steurs
2009-2010: Laurent Depoitre
2010-2011: Wouter Moreels
2011-2012: Kevin Van den Noortgaete
2012-2013: Ken Van Damme
2013-2014: Wesley Vanbelle
2014-2015: Kevin Van den Noortgaete
2015-2016: Kevin Van den Noortgaete
2016-2017: Klaas De Rock
2017-2018: Klaas De Rock
2018-2019: Jilke Deconinck

2019-2020: Mitch Dekuyper
2021-2022:  Arne Van Den Eynde

## Resultaten
| Seizoen                                                             | Klasse | Klasse | Klasse | Klasse | Klasse | Klasse | Klasse | Reeks                                                    | Punten                                                   | Opmerkingen | Beker van België                                         |
|                                                                     | I      | I      | II     | III    | P.I    | P.II   | P.III  |                                                          |                                                          | | Beker van België                                         |
| ------------------------------------------------------------------- | ------ | ------ | ------ | ------ | ------ | ------ | ------ | -------------------------------------------------------- | -------------------------------------------------------- | --- | -------------------------------------------------------- |
| Als SC Eendracht Aalst (Sporting Club Eendracht Aalst)              |        |        |        |        |        |        |        |                                                          |                                                          | |                                                          |
| ???                                                                 |        |        |        |        |        | 1      |        | Tweede Prov. O-Vl.                                       | 37                                                       | |                                                          |
| 1920-21                                                             |        |        |        |        |        | 3      |        | Tweede Prov. O-Vl.                                       | 8                                                        | |                                                          |
| 1921-22                                                             |        |        |        |        |        | 9      |        | Tweede Prov. O-Vl.                                       | 8                                                        | |                                                          |
| 1922-23                                                             |        |        |        |        |        | 6      |        | Tweede Prov. O-Vl.                                       | 13                                                       | |                                                          |
| 1923-24                                                             |        |        |        |        |        | 7      |        | Tweede Prov. O-Vl.                                       | 16                                                       | |                                                          |
| 1924-25                                                             |        |        |        |        |        | 3      |        | Tweede Prov. O-Vl.                                       | 30                                                       | |                                                          |
| 1925-26                                                             |        |        |        |        |        | 8      |        | Tweede Prov. O-Vl.                                       | 27                                                       | |                                                          |
| 1926-27                                                             |        |        |        |        |        | 3      |        | Tweede Prov. O-Vl.                                       | 33                                                       | |                                                          |
| 1927-28                                                             |        |        |        |        |        | 1      |        | Tweede Prov. O-Vl.                                       | 43                                                       | |                                                          |
| 1928-29                                                             |        |        |        |        |        |        | 1      | Derde Prov. O-Vl.                                        | 34                                                       | |                                                          |
| 1929-30                                                             |        |        |        |        |        | 2      |        | Tweede Prov. O-Vl.                                       | 35                                                       | |                                                          |
| 1930-31                                                             |        |        |        |        |        | 4      |        | Tweede Prov. O-Vl.                                       | 33                                                       | |                                                          |
| 1931-32                                                             |        |        |        |        |        | 2      |        | Tweede Prov. O-Vl.                                       | 43                                                       | |                                                          |
| 1932-33                                                             |        |        |        |        |        | 1      |        | Tweede Prov. O-Vl.                                       | 37                                                       | |                                                          |
| 1933/34                                                             |        |        |        | 4      |        |        |        | Bevordering A                                            | 29                                                       | |                                                          |
| 1934/35                                                             |        |        |        | 7      |        |        |        | Bevordering A                                            | 27                                                       | |                                                          |
| 1935/36                                                             |        |        |        | 1      |        |        |        | Bevordering D                                            | 38                                                       | |                                                          |
| 1936/37                                                             |        |        | 7      |        |        |        |        | Eerste Afdeling B                                        | 26                                                       | |                                                          |
| 1937/38                                                             |        |        | 4      |        |        |        |        | Eerste Afdeling B                                        | 32                                                       | |                                                          |
| 1938/39                                                             |        |        | 1      |        |        |        |        | Eerste Afdeling A                                        | 40                                                       | |                                                          |
| 1939/40                                                             |        |        |        |        |        |        |        |                                                          |                                                          | Competitie niet afgerond wegens Wereldoorlog II.                                                                         |                                                          |
| 1940/41                                                             | 8      | 8      |        |        |        |        |        | Ere Afdeling B                                           | 6                                                        | Speciale noodcompetitie tijdens oorlog, met twee kleinere reeksen.                                                       |                                                          |
| 1941/42                                                             | 5      | 5      |        |        |        |        |        | Ere Afdeling                                             | 30                                                       | |                                                          |
| 1942/43                                                             | 13     | 13     |        |        |        |        |        | Ere Afdeling                                             | 24                                                       | |                                                          |
| 1943/44                                                             | 12     | 12     |        |        |        |        |        | Ere Afdeling                                             | 26                                                       | |                                                          |
| 1944/45                                                             |        |        |        |        |        |        |        |                                                          |                                                          | Competitie niet afgerond wegens Wereldoorlog II.                                                                         |                                                          |
| 1945/46                                                             | 9      | 9      |        |        |        |        |        | Ere Afdeling                                             | 36                                                       | |                                                          |
| 1946/47                                                             | 17     | 17     |        |        |        |        |        | Ere Afdeling                                             | 28                                                       | |                                                          |
| 1947/48                                                             |        |        | 3      |        |        |        |        | Eerste Afdeling A                                        | 45                                                       | |                                                          |
| 1948/49                                                             |        |        | 5      |        |        |        |        | Eerste Afdeling B                                        | 36                                                       | |                                                          |
| 1949/50                                                             |        |        | 5      |        |        |        |        | Eerste Afdeling A                                        | 32                                                       | |                                                          |
| 1950/51                                                             |        |        | 15     |        |        |        |        | Eerste Afdeling B                                        | 24                                                       | |                                                          |
| Als KSC Eendracht Aalst (Koninklijke Sporting Club Eendracht Aalst) |        |        |        |        |        |        |        |                                                          |                                                          | |                                                          |
| 1951/52                                                             |        |        |        | 3      |        |        |        | Bevordering B                                            | 41                                                       | |                                                          |
|                                                                     | I      | I      | II     | III    | IV     | P.I    | P.II   | Vanaf 1952/53 zijn er 4 nationale niveaus                | Vanaf 1952/53 zijn er 4 nationale niveaus                | Vanaf 1952/53 zijn er 4 nationale niveaus                                                                                | Vanaf 1952/53 zijn er 4 nationale niveaus                |
| 1952/53                                                             |        |        |        | 7      |        |        |        | Derde Klasse B                                           | 32                                                       | |                                                          |
| 1953/54                                                             |        |        |        | 2      |        |        |        | Derde Klasse A                                           | 41                                                       | Evenveel punten als reekswinnaar KFC Izegem, maar meer verliesmatchen.                                                   | R5                                                       |
| 1954/55                                                             |        |        |        | 2      |        |        |        | Derde Klasse B                                           | 40                                                       | | R5                                                       |
| 1955/56                                                             |        |        |        | 4      |        |        |        | Derde Klasse A                                           | 36                                                       | | R5                                                       |
| 1956/57                                                             |        |        |        | 1      |        |        |        | Derde Klasse B                                           | 49                                                       | |                                                          |
| 1957/58                                                             |        |        | 9      |        |        |        |        | Tweede Klasse                                            | 29                                                       | |                                                          |
| 1958/59                                                             |        |        | 4      |        |        |        |        | Tweede Klasse                                            | 36                                                       | |                                                          |
| 1959/60                                                             |        |        | 1      |        |        |        |        | Tweede Klasse                                            | 43                                                       | |                                                          |
| 1960/61                                                             | 10     | 10     |        |        |        |        |        | Eerste Klasse                                            | 28                                                       | |                                                          |
| 1961/62                                                             | 16     | 16     |        |        |        |        |        | Eerste Klasse                                            | 17                                                       | |                                                          |
| 1962/63                                                             |        |        | 10     |        |        |        |        | Tweede Klasse                                            | 27                                                       | |                                                          |
| 1963/64                                                             |        |        | 8      |        |        |        |        | Tweede Klasse                                            | 30                                                       | | 1/2                                                      |
| 1964/65                                                             |        |        | 15     |        |        |        |        | Tweede Klasse                                            | 20                                                       | Degradatie naar Vierde Klasse omwille van omkoopaffaire.                                                                 | 1/16                                                     |
| 1965/66                                                             |        |        |        |        | 1      |        |        | Vierde Klasse D                                          | 49                                                       | | 1/16                                                     |
| 1966/67                                                             |        |        |        | 5      |        |        |        | Derde Klasse A                                           | 35                                                       | | R3                                                       |
| 1967/68                                                             |        |        |        | 2      |        |        |        | Derde Klasse B                                           | 42                                                       | | R5                                                       |
| 1968/69                                                             |        |        |        | 7      |        |        |        | Derde Klasse B                                           | 32                                                       | | R4                                                       |
| 1969/70                                                             |        |        |        | 4      |        |        |        | Derde Klasse A                                           | 36                                                       | | 1/16                                                     |
| 1970/71                                                             |        |        |        | 9      |        |        |        | Derde Klasse B                                           | 29                                                       | | R5                                                       |
| 1971/72                                                             |        |        |        | 6      |        |        |        | Derde Klasse A                                           | 33                                                       | | R5                                                       |
| 1972/73                                                             |        |        |        | 7      |        |        |        | Derde Klasse B                                           | 30                                                       | | R4                                                       |
| 1973/74                                                             |        |        |        | 4      |        |        |        | Derde Klasse B                                           | 36                                                       | | R5                                                       |
| 1974/75                                                             |        |        |        | 6      |        |        |        | Derde Klasse A                                           | 32                                                       | | R5                                                       |
| 1975/76                                                             |        |        |        | 4      |        |        |        | Derde Klasse A                                           | 32                                                       | | R5                                                       |
| 1976/77                                                             |        |        |        | 1      |        |        |        | Derde Klasse A                                           | 40                                                       | | R5                                                       |
| 1977/78                                                             |        |        | 8      |        |        |        |        | Tweede Klasse                                            | 30                                                       | | R4                                                       |
| 1978/79                                                             |        |        | 9      |        |        |        |        | Tweede Klasse                                            | 26                                                       | | 1/4                                                      |
| 1979/80                                                             |        |        | 10     |        |        |        |        | Tweede Klasse                                            | 27                                                       | | 1/16                                                     |
| 1980/81                                                             |        |        | 3      |        |        |        |        | Tweede Klasse                                            | 37                                                       | Tweede in eindronde met 6 punten, achter KV Mechelen.                                                                    | 1/8                                                      |
| 1981/82                                                             |        |        | 9      |        |        |        |        | Tweede Klasse                                            | 29                                                       | | 1/16                                                     |
| 1982/83                                                             |        |        | 9      |        |        |        |        | Tweede Klasse                                            | 30                                                       | | 1/8                                                      |
| 1983/84                                                             |        |        | 11     |        |        |        |        | Tweede Klasse                                            | 27                                                       | | R5                                                       |
| 1984/85                                                             |        |        | 14     |        |        |        |        | Tweede Klasse                                            | 24                                                       | | 1/16                                                     |
| 1985/86                                                             |        |        | 3      |        |        |        |        | Tweede Klasse                                            | 35                                                       | Derde in eindronde met 4 punten.                                                                                         | 1/16                                                     |
| 1986/87                                                             |        |        | 13     |        |        |        |        | Tweede Klasse                                            | 24                                                       | | 1/8                                                      |
| 1987/88                                                             |        |        | 2      |        |        |        |        | Tweede Klasse                                            | 38                                                       | Tweede in eindronde met 9 punten, achter Lierse SK.                                                                      | R5                                                       |
| 1988/89                                                             |        |        | 5      |        |        |        |        | Tweede Klasse                                            | 32                                                       | | 1/16                                                     |
| 1989/90                                                             |        |        | 10     |        |        |        |        | Tweede Klasse                                            | 26                                                       | | 1/16                                                     |
| 1990/91                                                             |        |        | 4      |        |        |        |        | Tweede Klasse                                            | 35                                                       | Winst in eindronde met 10 punten.                                                                                        | 1/16                                                     |
| 1991/92                                                             | 18     | 18     |        |        |        |        |        | Eerste Klasse                                            | 16                                                       | | 1/4                                                      |
| 1992/93                                                             |        |        | 4      |        |        |        |        | Tweede Klasse                                            | 34                                                       | Tweede in eindronde met 5 punten, achter KV Oostende.                                                                    | R5                                                       |
| 1993/94                                                             |        |        | 4      |        |        |        |        | Tweede Klasse                                            | 53                                                       | Winst in eindronde met 14 punten.                                                                                        | 1/16                                                     |
| 1994/95                                                             | 4      | 4      |        |        |        |        |        | Eerste Klasse                                            | 39                                                       | | 1/2                                                      |
| 1995/96                                                             | 12     | 12     |        |        |        |        |        | Eerste Klasse                                            | 42                                                       | | 1/8                                                      |
| 1996/97                                                             | 15     | 15     |        |        |        |        |        | Eerste Klasse                                            | 36                                                       | | 1/2                                                      |
| 1997/98                                                             | 15     | 15     |        |        |        |        |        | Eerste Klasse                                            | 36                                                       | | 1/16                                                     |
| 1998/99                                                             | 13     | 13     |        |        |        |        |        | Eerste Klasse                                            | 35                                                       | | 1/8                                                      |
| 1999/00                                                             | 12     | 12     |        |        |        |        |        | Eerste Klasse                                            | 37                                                       | | 1/4                                                      |
| 2000/01                                                             | 16     | 16     |        |        |        |        |        | Eerste Klasse                                            | 29                                                       | | 1/16                                                     |
| 2001/02                                                             | 17     | 17     |        |        |        |        |        | Eerste Klasse                                            | 21                                                       | Degradatie naar Derde Klasse na het niet bekomen van licentie en vereffening.                                            | 1/8                                                      |
| Als VC Eendracht Aalst 2002 (Voetbalclub Eendracht Aalst 2002)      |        |        |        |        |        |        |        |                                                          |                                                          | |                                                          |
| 2002/03                                                             |        |        |        | 3      |        |        |        | Derde Klasse                                             | 48                                                       | Winst in eindronde tegen Wallonia Walhain CG, KSK Wevelgem City en Oud-Heverlee Leuven.                                  | R5                                                       |
| 2003/04                                                             |        |        | 12     |        |        |        |        | Tweede Klasse                                            | 45                                                       | | R4                                                       |
| 2004/05                                                             |        |        | 18     |        |        |        |        | Tweede Klasse                                            | 34                                                       | | 1/16                                                     |
| 2005/06                                                             |        |        |        | 14     |        |        |        | Derde Klasse                                             | 25                                                       | Verlies in eindronde tegen RRC Péruwelz.                                                                                 | R4                                                       |
| 2006/07                                                             |        |        |        |        | 1      |        |        | Vierde Klasse B                                          | 69                                                       | | R3                                                       |
| 2007/08                                                             |        |        |        | 7      |        |        |        | Derde Klasse                                             | 46                                                       | Winst in eindronde tegen White Star Woluwe, verlies tegen CS Visé.                                                       | 1/8                                                      |
| 2008/09                                                             |        |        |        | 11     |        |        |        | Derde Klasse                                             | 38                                                       | | R3                                                       |
| 2009/10                                                             |        |        |        | 3      |        |        |        | Derde Klasse                                             | 67                                                       | Verlies in eindronde tegen Rupel-Boom.                                                                                   | 1/16                                                     |
| 2010/11                                                             |        |        |        | 1      |        |        |        | Derde Klasse                                             | 74                                                       | | 1/16                                                     |
| 2011/12                                                             |        |        | 7      |        |        |        |        | Tweede Klasse                                            | 46                                                       | | R4                                                       |
| Als SC Eendracht Aalst (Sportclub Eendracht Aalst)                  |        |        |        |        |        |        |        |                                                          |                                                          | |                                                          |
| 2012/13                                                             |        |        | 13     |        |        |        |        | Tweede Klasse                                            | 41                                                       | | R4                                                       |
| 2013/14                                                             |        |        | 11     |        |        |        |        | Tweede Klasse                                            | 42                                                       | | R4                                                       |
| 2014/15                                                             |        |        | 9      |        |        |        |        | Tweede Klasse                                            | 46                                                       | Degradatie naar Derde Klasse doordat de club geen licentie verkreeg.                                                     | 1/16                                                     |
| 2015/16                                                             |        |        |        | 7      |        |        |        | Derde Klasse A                                           | 54                                                       | Verlies in eindronde tegen La Louvière Centre (3-1 en 0-5).                                                              | R3                                                       |
|                                                                     | 1A     | 1B     | 1Am    | 2Am    | 3Am    | P.I    | P.II   | Vanaf 2016-17 zijn er 3 nationale en 2 regionale niveaus | Vanaf 2016-17 zijn er 3 nationale en 2 regionale niveaus | Vanaf 2016-17 zijn er 3 nationale en 2 regionale niveaus                                                                 | Vanaf 2016-17 zijn er 3 nationale en 2 regionale niveaus |
| 2016/17                                                             |        |        |        | 3      |        |        |        | Tweede klasse Am. A                                      | 54                                                       | Winst in eindronde tegen Winkel Sport (4-0), Racing Gent (1-0), Sporting Hasselt (3-1 en 2-3) en Club Luik (0-1 en 2-1). | 1/16                                                     |
| 2017/18                                                             |        |        | 8      |        |        |        |        | Eerste klasse Am.                                        | 44                                                       | | R5                                                       |
| 2018/19                                                             |        |        | 15     |        |        |        |        | Eerste klasse Am.                                        | 31                                                       | Degradatie naar Tweede klasse amateurs.                                                                                  | 1/16                                                     |
| 2019/20                                                             |        |        |        | 3      |        |        |        | Tweede klasse Am. B                                      | 40                                                       | Competitie na 24 speeldagen gestopt wegens COVID-19.                                                                     | 1/16                                                     |
| 2020/21                                                             |        |        |        | -      |        |        |        | Tweede afdeling B                                        | -                                                        | Competitie geschrapt wegens COVID-19.                                                                                    |                                                          |
| 2021/22                                                             |        |        |        | 2      |        |        |        | Tweede afdeling B                                        | 57                                                       | Geen promotie naar 1e afdeling na verlies in de eindronde tegen Royal FC Mandel United.                                  |                                                          |
| 2022/23                                                             |        |        |        | 7      |        |        |        | Tweede afdeling A                                        | 51                                                       | Geen promotie naar 1e afdeling na verlies (na strafschoppen) in de eindronde tegen Hades Hasselt.                        | R5                                                       |
| 2023/24                                                             |        |        |        | 1      |        |        |        | Tweede afdeling A                                        | 64                                                       | Kampioen, maar geen licentie voor Nationaal voetbal. Verwezen naar Eerste Provinciale.                                   | R5                                                       |
| 2024/25                                                             |        |        |        |        |        | -      |        | Eerste Prov. O-Vl.                                       | -                                                        | Uit competitie gezet door Voetbal Vlaanderen wegens financieel wanbeleid.                                                | -                                                        |

### Eendracht Aalst in Europa
#Q = #voorronde, #R = #ronde, T/U = Thuis/Uit, W = Wedstrijd, PUC = punten UEFA coëfficiënten .
Uitslagen vanuit gezichtspunt Eendracht Aalst
| Seizoen | Competitie | Ronde | Land               | Club         | Totaalscore | 1e W    | 2e W    | PUC |
| ------- | ---------- | ----- | ------------------ | ------------ | ----------- | ------- | ------- | --- |
| 1995/96 | UEFA Cup   | 1R    | Vlag van Bulgarije | Levski Sofia | 3-1         | 2-1 (U) | 1-0 (T) | 5.0 |
| 1995/96 | UEFA Cup   | 2R    | Vlag van Italië    | AS Roma      | 0-4         | 0-4 (U) | 0-0 (T) | 5.0 |

Totaal aantal punten voor UEFA coëfficiënten: 5.0

## Spelers seizoen 2022-2023
| Nr.           | Naam                 | Geboortedatum    | Nationaliteit                             | Bij Club Sinds | Vorige Club             |
| ------------- | -------------------- | ---------------- | ----------------------------------------- | -------------- | ----------------------- |
| Doelmannen    |                      |                  |                                           |                |                         |
| 1             | Victor Swinnen       | 20 maart 2001    | Vlag van België                           | 2022           | Union Sint-Gillis       |
| 13            | Zeb Van Gerven       | 13 april 1997    | Vlag van België                           | 2021           | KSV Oudenaarde          |
| 25            | Robbe Beerens        | 5 juli 2004      | Vlag van België                           | 2021           | Eigen jeugd             |
| Verdedigers   |                      |                  |                                           |                |                         |
| 2             | Yassine Razzi        | 12 mei 1997      | Vlag van België                           | 2019           | KAA Gent Beloften       |
| 3             | Andreas Burssens     | 17 maart 1999    | Vlag van België                           | 2019           | KAA Gent Beloften       |
| 5             | Lars Wantens         | 9 augustus 1993  | Vlag van België                           | 2019           | KSV Oudenaarde          |
| 12            | Jari De Vriendt      | 28 november 2001 | Vlag van België                           | 2019           | Eigen jeugd             |
| 15            | Steve Ryckaert       | 29 juni 1998     | Vlag van België                           | 2019           | STVV                    |
| 18            | Falko Geenens        | 8 april 1995     | Vlag van België                           | 2012           | Eigen jeugd             |
| 22            | Gaël Kakudji         | 6 juli 1999      | Vlag van België · Vlag van Congo-Kinshasa | 2022           | Olympic Charleroi       |
| Middenvelders |                      |                  |                                           |                |                         |
| 4             | Jilke Deconinck      | 9 januari 1995   | Vlag van België                           | 2016           | KM Torhout              |
| 6             | Samuel Fabris        | 30 januari 1991  | Vlag van België                           | 2019           | Excelsior Virton        |
| 10            | Ben Yagan            | 9 mei 1995       | Vlag van België · Vlag van Armenië        | 2022           | KVK Tienen              |
| 16            | Rubin Belesi         | 20 augustus 2001 | Vlag van België · Vlag van Congo-Kinshasa | 2020           | Eigen jeugd             |
| 20            | Arne Van Den Eynde   | 25 juli 1995     | Vlag van België                           | 2019           | KSV Temse               |
| 21            | Nathan Deneef        | 19 mei 2004      | Vlag van België                           | 2022           | Eigen jeugd             |
| 24            | Maciej Niewiadomski  | 27 mei 2004      | Vlag van België · Vlag van Polen          | 2022           | Eigen jeugd             |
| Aanvallers    |                      |                  |                                           |                |                         |
| 7             | Mitch Dekuyper       | 2 november 1993  | Vlag van België                           | 2018           | KFC Vigor Wuitens Hamme |
| 8             | Dylan George         | 27 juni 1998     | Vlag van Nederland                        | 2022           | Spartak Varna           |
| 9             | Ibrahima Mbaye       | 28 april 1992    | Vlag van Senegal · Vlag van België        | 2020           | Olympic Charleroi       |
| 11            | Tommy Collard        | 17 juli 2002     | Vlag van België                           | 2022           | Eigen jeugd             |
| 14            | Quentin Panneel      | 4 januari 1994   | Vlag van België                           | 2022           | KSC Dikkelvenne         |
| 19            | Jonathan Lufulu-Onia | 12 juli 2001     | Vlag van België                           | 2021           | Eigen jeugd             |

## Bekende oud-spelers
- Jean Arnolis
- Malick Fofana
- Moses Chunga
- Geoffrey Claeys
- Gilles De Bilde
- Adolf De Buck
- Bjorn De Wilde
- André De Nul
- Laurent Depoitre
- Maurits De Schrijver
- Koen De Vleeschauwer
- Manu Ferrera
- Edi Krnčević
- Vladan Kujović
- Christophe Lauwers
- Juan Lozano
- Maurice Martens
- Dries Mertens
- Harold Meyssen
- Salvador Mammana Neto
- Aster Nzeyimana
- Godwin Okpara
- David Paas
- Kris Temmerman
- Gunter Thiebaut
- Flórián Urbán
- Nico Vaesen
- Edwin van Ankeren
- Yves Vanderhaeghe
- Leo Van Der Elst
- Peter Van der Heyden
- Fred van der Hoorn
- Philippe Vande Walle
- Paul Van Himst
- Jan Van Steenberghe
- Peter Van Wambeke
- Bram Verbist
- Karel Voogt